# Пеньки (Липецкая область)
Пеньки — деревня Данковского района Липецкой области в составе Октябрьского сельсовета.

## География
В Пеньках находится одна улица без названия.
Через деревню проходит просёлочная дорога, на её территории имеются пруды.

## История
В списке населенных мест 1859 года — это деревня владельческая, 56 дворов и 267 жителей. Название получила по лесной вырубке (по оставшимся пенькам).

## Население
| 2010 |
| ---- |
| 0    |

На 1 января 2001 года в деревне насчитывалось 5 дворов и проживало 5 человек. Население на 1 января 2012 года составило 3 человека.